# Vieux Rhône (Miribel-Jonage)
Le Vieux Rhône de Miribel-Jonage est une rivière des départements de l'Ain et du Rhône, dans la région Auvergne-Rhône-Alpes, coulant sur le tracé historique du Rhône (Vieux Rhône), aujourd'hui issu du lac des Eaux Bleues, se jetant dans le canal de Jonage, un affluent du Rhône.

## Géographie

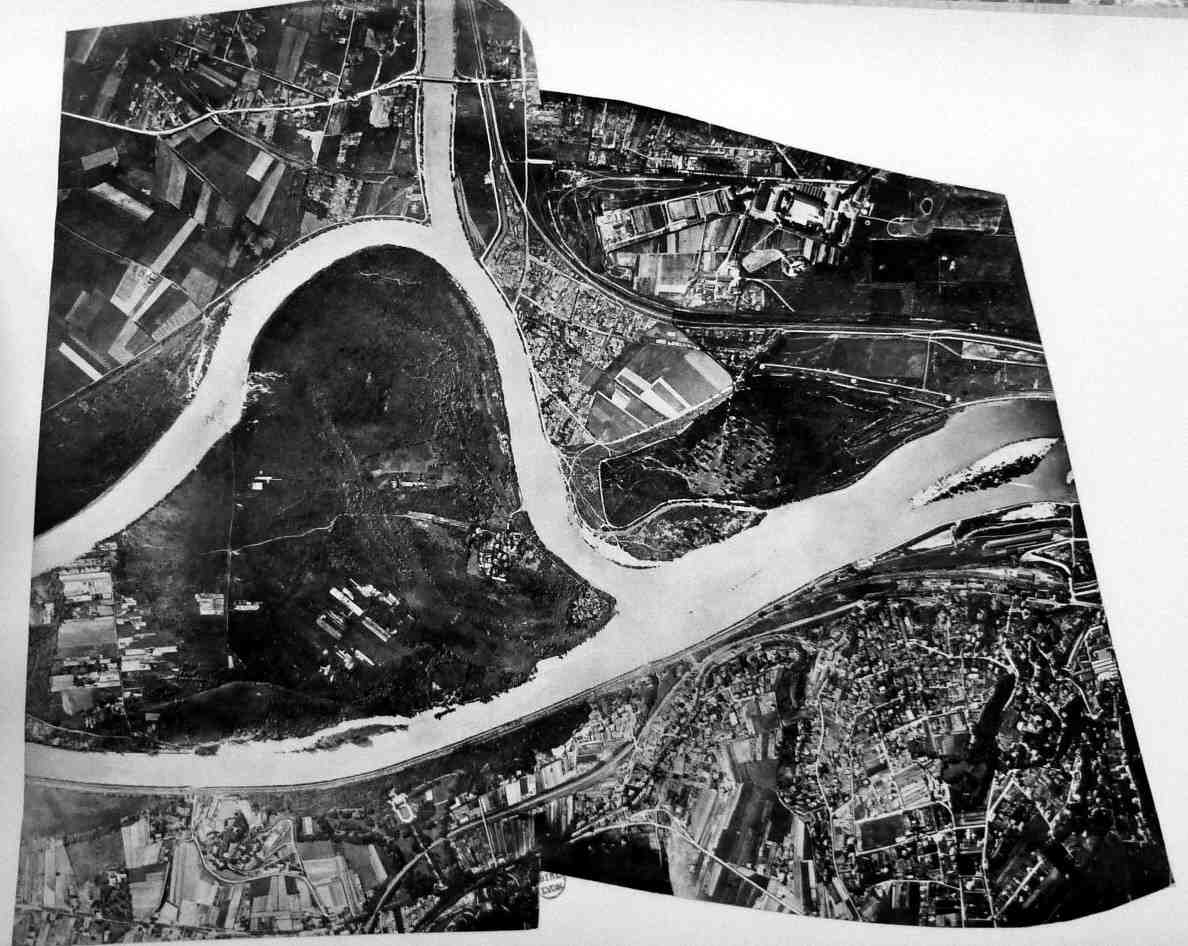
Le Vieux Rhône, en 1930.

De 4,7 km de longueur, il coule principalement dans le grand parc de Miribel-Jonage, sur les territoires communaux de Neyron (Ain), Vaulx-en-Velin et Rillieux-la-Pape (département du Rhône).

### Communes et cantons traversés
Sur les deux départements de l'Ain et du Rhône, le Vieux Rhône traverse trois communes et trois cantons, de la source (Neyron, canton de Miribel) à la confluence (Rillieux-la-Pape, canton de Rillieux-la-Pape), en passant par Vaulx-en-Velin (canton de Vaulx-en-Velin).